# Corredor do Atacama

Fronteiras entre Peru, Bolívia e Chile antes e após a Guerra do Pacífico.

O Corredor do Atacama é uma estreita faixa contígua ao deserto do Atacama rica em produtos minerais e alvo de disputas territoriais históricas entre Chile, Peru e Bolívia.

## Disputa territorial
A disputa pelo corredor do Atacama foi inicialmente uma questão sobre as fronteiras entre a República da Chile e a República da Bolívia durante o século XIX, depois da independência de ambos estados da Coroa espanhola. O nome veio da área na qual se encontra localizado o território em disputa. A disputa era sobre a soberania sobre o denominado "corredor do Atacama", uma parte do deserto de Atacama junto ao oceano Pacífico.
No contexto desta controvérsia, Bolívia e Chile subscreveram tratados de limites em 1866 e 1874, que incorreram na Guerra do Pacífico (1879-1883) - na qual o Chile enfrentou a Bolívia e o Peru -, depois da qual assinaram um pacto de trégua em 1884 e, posteriormente, um tratado de paz e amizade em 1904, que anexou ao Chile toda a costa boliviana, finalizando assim a controvérsia. Em certo momento, a disputa também implicou à Argentina, pois a Bolívia, em troca de renunciar a continuar reivindicando a província de Tarija, lhe transferiu seus direitos soberanos de um setor de seu território - a puna de Atacama -, que estava sob controle do Chile ao fim da guerra.

### Antecedentes
As origens da disputa vieram das fronteiras estabelecidas no Império espanhol, que definia livremente a fronteira norte do Reino do Chile como o deserto de Atacama. Os historiadores bolivianos e chilenos discordam se o território de Charcas, em princípio parte do Vice-reino do Peru, mais tarde do Vice-reino do Rio da Prata e, por último, da Bolívia, incluía acesso ao mar. Apoiando suas reclamações com documentos diferentes, os bolivianos afirmam que sim, enquanto os chilenos discordam. Quando Simón Bolívar estabeleceu a Bolívia como nação em 1825, reclamou um acesso ao mar para o país, ignorando as reclamações do Chile, que tinha ganho a independência em 1818, ainda que a exploração econômica dos recursos mineiros da região costeira fosse conduzida por companhias e interesses britânicos, com o patrocínio da elite chilena, cujo país possuía uma economia mais robusta e instituições mais estáveis do que a Bolívia.

### Origens
A disputa fronteiriça entre Bolívia e Chile sobre o corredor de Atacama, uma parte do deserto do Atacama, cresceu lentamente durante a primeira metade do século XIX. Restringida pelo Deserto de Atacama pelo oeste e pela Cordilheira dos Andes pelo leste, a geografia da área era um fator muito importante nessa determinação quando começou a disputa fronteiriça. Por causa das montanhas, na área chove apenas de duas a quatro vezes por século, fazendo dela um dos lugares mais secos da Terra.
Após a independência de Chile (1818) e da Bolívia (1825) nenhum dos primeiros governos de ambos países se preocupou com definição de suas fronteiras. Os limites nacionais na área do deserto de Atacama ainda não estavam definitivamente determinados quando os depósitos de nitrato, prata e cobre foram descobertos naquela região. Tanto a Bolívia quanto o Chile estabeleceram reclamações competidoras pelo território. Outros países se interessavam pelo futuro da área devido à importância dos nitratos na produção de fertilizante e explosivos; Grã-Bretanha, Espanha e Estados Unidos tinham investimentos estratégicos e econômicos no controle dos recursos, e concederam seu apoio a partidos diferentes. A influência do Chile cresceu na zona disputada por meio dos mineiros, alguns deles apoiados por companhias chilenas e estrangeiras criadas para avançar sentido norte no estabelecimento de minas e instalações portuárias.

## Tratado de limites de 1866 e 1874
As fronteiras nacionais na região não tinham sido claramente delimitadas até 1866. Neste ano, a Bolívia e o Chile assinaram um tratado de fronteiras que estabelecia o paralelo 24 como as fronteiras, que concedia direito à Bolívia e ao Chile de compartilhar os rendimentos fiscais das exportações minerais do território entre os paralelos 23 e 25.
Um segundo tratado em 1874 substituiu o de 1866, dando direito à Bolívia de cobrar os rendimentos fiscais entre os paralelos 23 e 24, mas sem aumento nas taxas fiscais sobre companhias chilenas durante 25 anos.

## A Guerra do Pacífico
O Chile considerou que o tratado de 1874 lhe permitia explorar a área sem a imposição de novos impostos às empresas chilenas pelo período de 25 anos. 
Em 27 de novembro de 1873, a Companhia de Salitres e Ferrovias de Antofagasta assinou um contrato com o governo de Bolívia, que lhe autorizava a explorar o mineral livre de direitos por 15 anos, desde a baía de Antofagasta até Salinas, incluindo o Salgar del Carmen. Este contrato não foi ratificado pelo Congresso de Bolívia, que então se encontrava analisando as negociações com o Chile, que resultariam no tratado de fronteiras de 1874.
Em 1878 a Assembleia Nacional Constituinte boliviana se baseou no estudo do acordo celebrado pelo Governo em 1873, e decidiu ratificar o contrato que garantia o pagamento de um imposto de 10 centavos por quintal de salitre exportado de território boliviano. Esta decisão, que afetava os interesses da Companhia de Salitres e Ferrovias de Antofagasta, foi considerada pelo Governo chileno como uma violação ao artigo IV do tratado de 1874. Com a Companhia negando-se a pagar esse imposto, o Governo boliviano decretou o embargo e arremate da salitreira, o que é considerado como o casus belli da Guerra do Pacífico
O governo chileno considerou o tratado como anulado e o exército chileno ocupou Antofagasta.  Em 1 de março de 1879, a Bolívia rompeu as comunicações com o Chile e o declarou o embargo das propriedades de cidadãos chilenos, e aliou-se com o Peru em virtude do tratado de Aliança Defensiva (1873). O Chile então declarou a guerra contra o Peru em 5 de abril de 1879.
Em 1884, a Bolívia assinou uma trégua que deu ao Chile o controle da costa boliviana inteira, e de seu valioso nitrato, cobre e outros depósitos minerais. Ao fim da guerra, o Chile tinha obtido o corredor do Atacama (renomeada de Província de Antofagasta, em 1888) e, do Peru, a região de Tarapacá (Província de Tarapacá, em 1884), deixando a Bolívia um país sem saída ao mar.

## Tratado de 1904
Um tratado em 1904 conferiu caráter permanente a este arranjo . Em troca, o Chile consentiu em construir uma ferrovia que unisse a capital boliviana de La Paz ao porto de Arica, e garantiu a liberdade de trânsito para o comércio boliviano por portos e territórios chilenos.

## Questão litorânea da Bolívia

### Oferta chilena de 1975

Mapa com a proposta realizada por Augusto Pinochet em Charaña.

Em 1975, o governo militar chileno fez uma oferta a Bolívia que incluía a cessão de território chileno ao norte de Arica à Bolívia na forma de um corredor com saída ao oceano Pacífico, em troca de que a mesma proporção de território boliviano fosse cedido ao Chile.
A oferta envolvia o que era antigo território peruano e, segundo o tratado de Ancón, o Chile não poderia dar antigos territórios peruanos a outras nações sem a aprovação do Peru. O então presidente peruano Francisco Morais Bermúdez não aprovou estas mudanças, mas propôs que a metade para corredor boliviano, não fosse só da Bolívia, mas um território governado pelos três estados. O Chile respondeu que não poderia aceitar esta soberania compartilhada complicada. Alguns afirmam que a oferta chilena foi feita apenas para melhorar as relações com a Bolívia, sabendo de antemão que não seria aprovada. Outros apontam a falta de interesse do Peru em solucionar a questão litorânea da Bolívia e o oportunismo político de beneficiar-se da situação. Nesse mesmo ano, as relações diplomáticas Chile-Bolívia foram rompidas. Atualmente, o Chile e a Bolívia mantêm relações unicamente ao nível consular.

### História recente
A Bolívia ainda sustenta reclamações sobre o corredor de Atacama, que o Chile recusa oferecendo acesso marítimo irrestrito, mas não um território soberano, em troca da exportação de gás natural boliviano e outras matérias. Hoje os territórios perdidos pela Bolívia e pelo Peru enviam quase 40% de seus rendimentos ao estado chileno, enquanto a companhia estatal Codelco explora as maiores reservas de cobre do mundo. 
Durante a Guerra Boliviana do Gás, a disputa retornou outra vez, quando a maior parte dos bolivianos, inclusive agora o presidente Evo Morales, se opuseram à futura exportação de gás boliviano pelo território chileno, como queriam as companhias do governo e estrangeiras. Em 2004, no aniversário do tratado de 1904, as reclamações bolivianas voltaram, e as palavras "gas-por-mar" chegaram a ser o lema das pessoas que se opunham à exportação. A disputa tornou-se mais evidente quando o presidente chileno Ricardo Lagos enfrentou ao presidente boliviano Carlos Mesa na Organização de Estados Americanos, e Mesa falou sobre o tema adiante de todos os presidentes americanos.  
Recentemente, Michelle Bachelet, a primeira mulher eleita presidente do Chile, e Evo Morales, o primeiro presidente de origem indigena da Bolívia, fizeram esforços para melhorar as relações entre os dois países. No entanto, as pretensões peruanas sobre o mar adjacente a Arica têm sido vistas pela Bolívia como um empecilho à sua futura saída ao mar, pelo norte de Arica. Caso isto ocorresse, e o Peru ganhasse o litigio marítimo, a Bolívia não teria direito às 200 milhas de mar territorial como os outros estados da região, mas possuiria um pequeno triângulo marítimo de poucas milhas quadradas, enclaustrado entre os mares territoriais do Chile e do Peru. Esta ofensiva diplomata peruana para obter o mar adjacente a Arica produziu tensões entre o governo de Evo Morales e o governo de Alan García.

## Veja-se também
- Revanchismo
- Controvérsia de delimitação marítima entre Chile e o Peru